# سكين باوي
سكين باوي هو سكين يُستعمل للقتال، كما يستخدم استخدامات أخرى، رأس الشفرة المنحنية حاد على الصوبين وهي مثالية للسلخ بينما الجزء المسطح المستقيم مناسب تماماً لتقطيع اللحوم.

## التاريخ
أول تصميم لسكين باوي كان من قبل جيمس باوي في عام 1830 ويتميز هذا السكين بشفرة واحدة ثابتة بطول ستة إلى 15 بوصة في الطول مع مقبض كبير أصلاً مصنوع من العظم.